# Cratere Eagle (Marte - IAU)
Eagle  è un cratere sulla superficie di Marte.